# Tesák (přírodní rezervace)
Tesák je přírodní rezervace v lokalitě Rajnochovice v okrese Kroměříž. Chráněné území je v péči Krajského úřadu Zlínského kraje. Rezervace leží uvnitř přírodního parku Hostýnské vrchy, který zároveň podléhá ochraně jako ptačí oblast a evropsky významná lokalita Natura 2000.  Nachází se zde chata Tesák, která vyhořela v noci z 28. na 29. ledna 2022.

## Předmět ochrany
Důvodem ochrany je zbytek staré jedlobučiny s převahou jedle.